# ترنیوم
ترنیوم (به انگلیسی: Ternium) شرکت فولاد آرژانتینی مستقر در لوکزامبورگ سیتی، لوکزامبورگ است، که به‌عنوان بزرگترین تولید کننده فولاد در آمریکای لاتین شناخته می‌شود. این شرکت همچنین در زمینه تولید چدن و سرباره نیز فعالیت می‌کند.
کارخانجات تولید فولاد تخت و فولاد ضد زنگ شرکت ترنیوم در کشورهای آرژانتین، مکزیک، ونزوئلا، گواتمالا، کلمبیا و ایالات متحده آمریکا مستقر می‌باشند.
بخشی از سهام شرکت ترنیوم در بازارهای بورس نیویورک و بورس بوئنوس آیرس معامله می‌شود و شرکت ایتالیایی-آرژانتینی؛ تناریس با در اختیار داشتن ۲۴ درصد از سهام این شرکت، بزرگترین سهام‌دار آن می‌باشد.